# Kunkorfajok listája

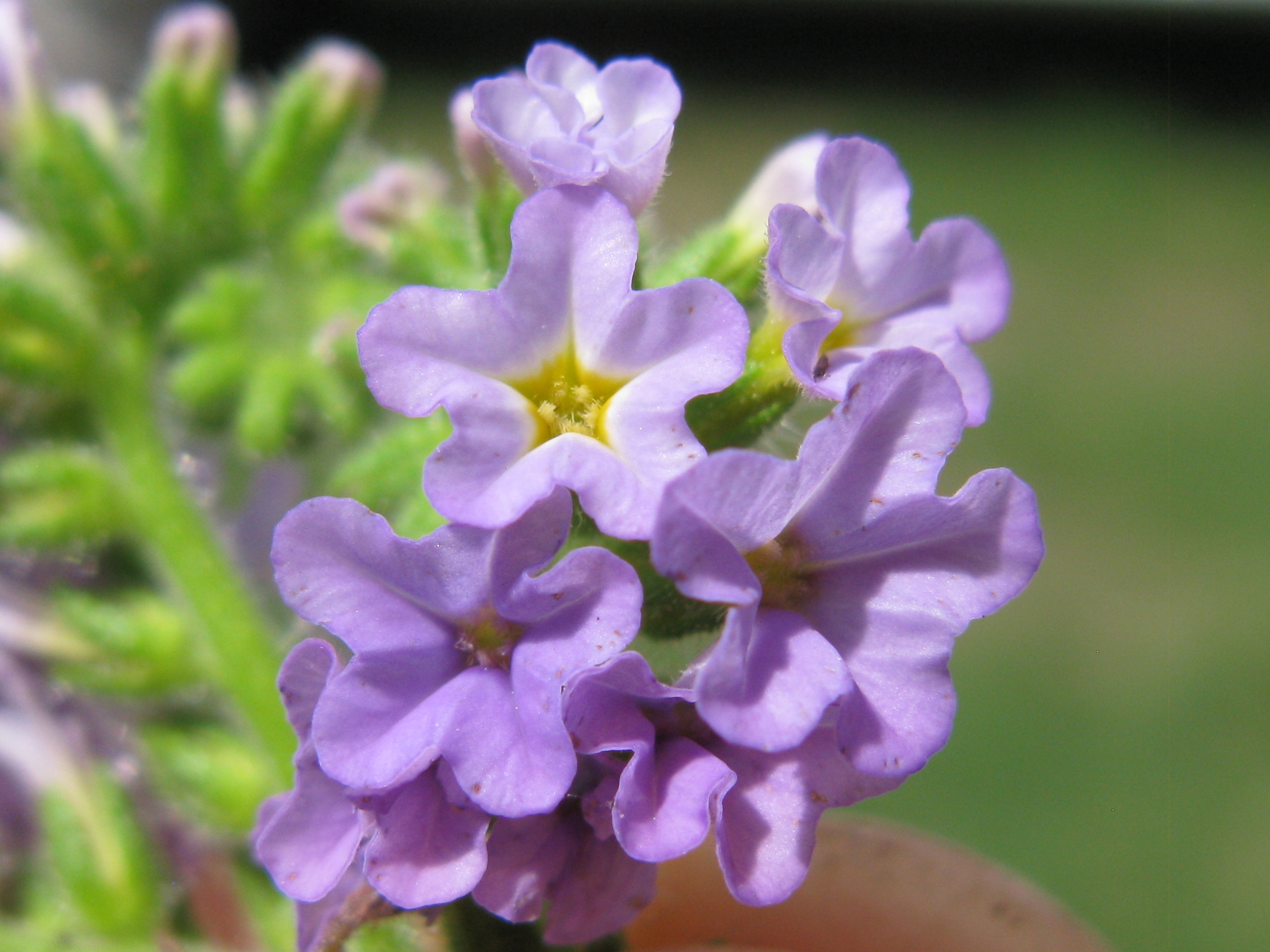
Heliotropium amplexicaule

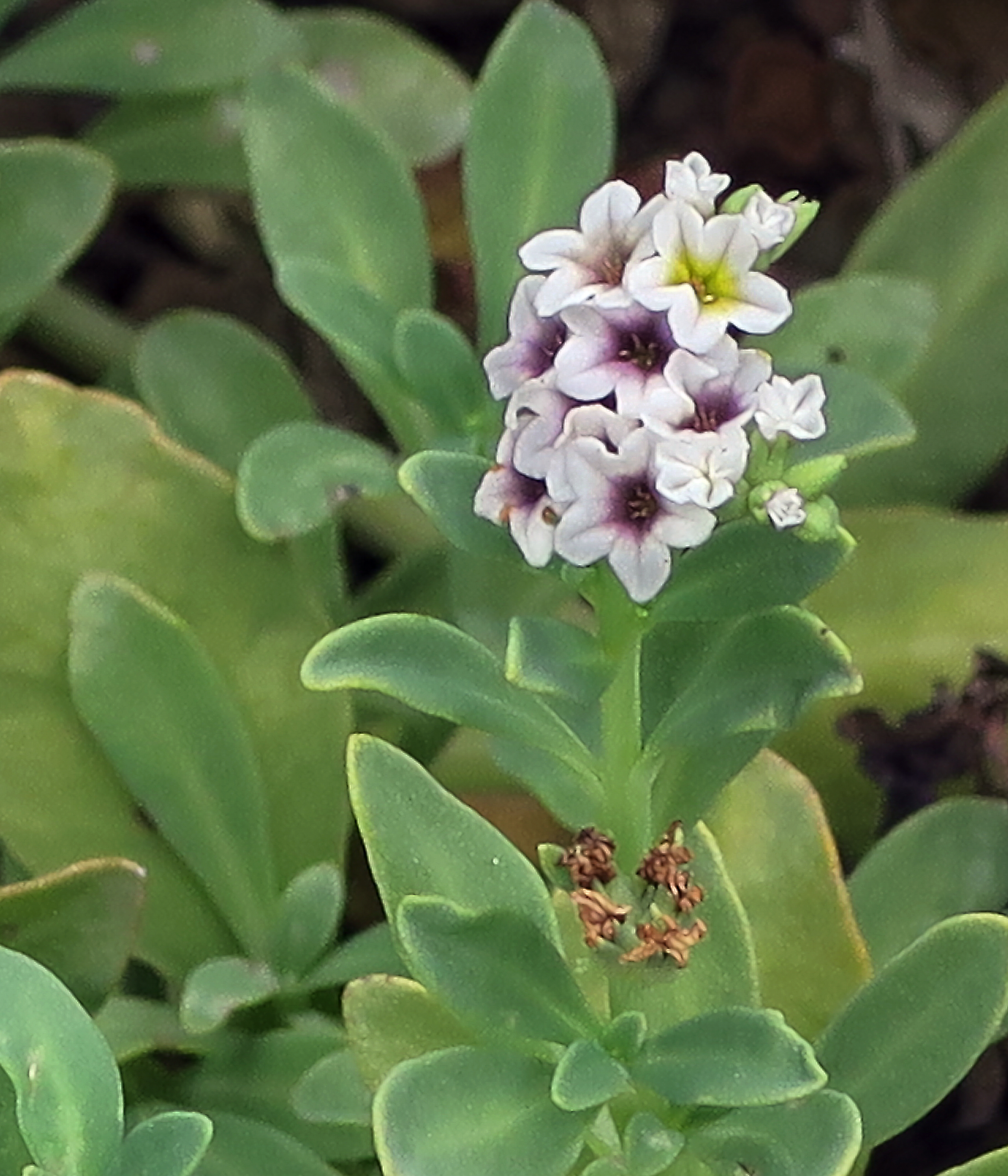
Heliotropium curassavicum

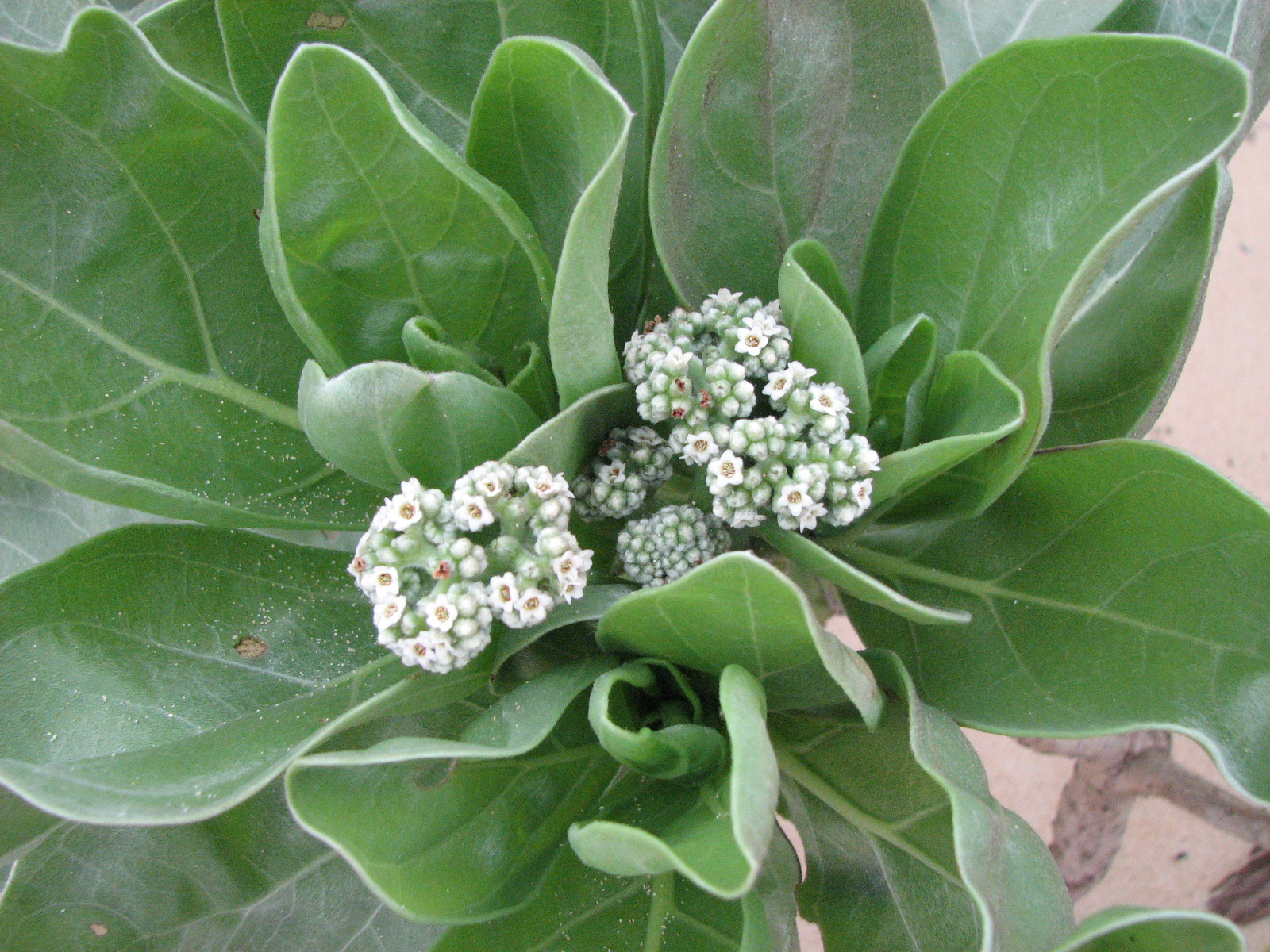
Heliotropium foertherianum

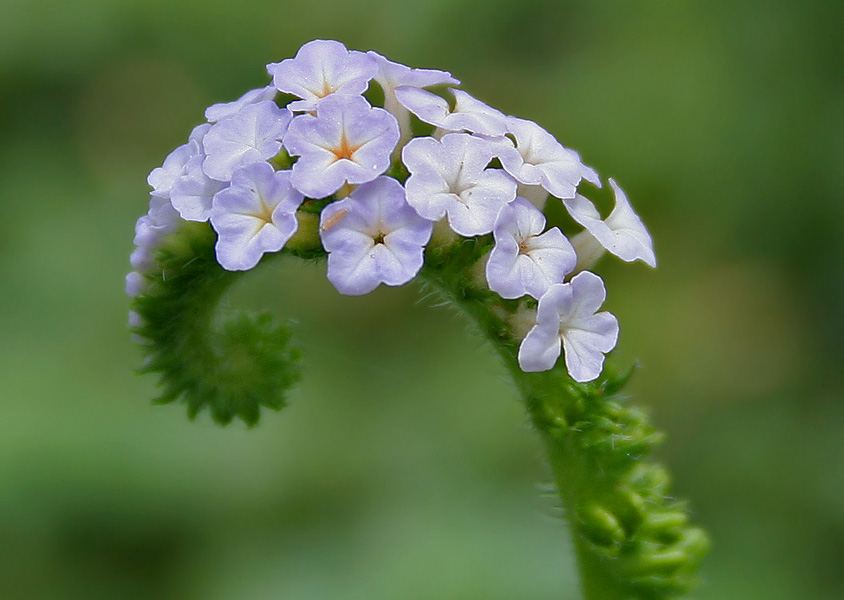
Heliotropium indicum

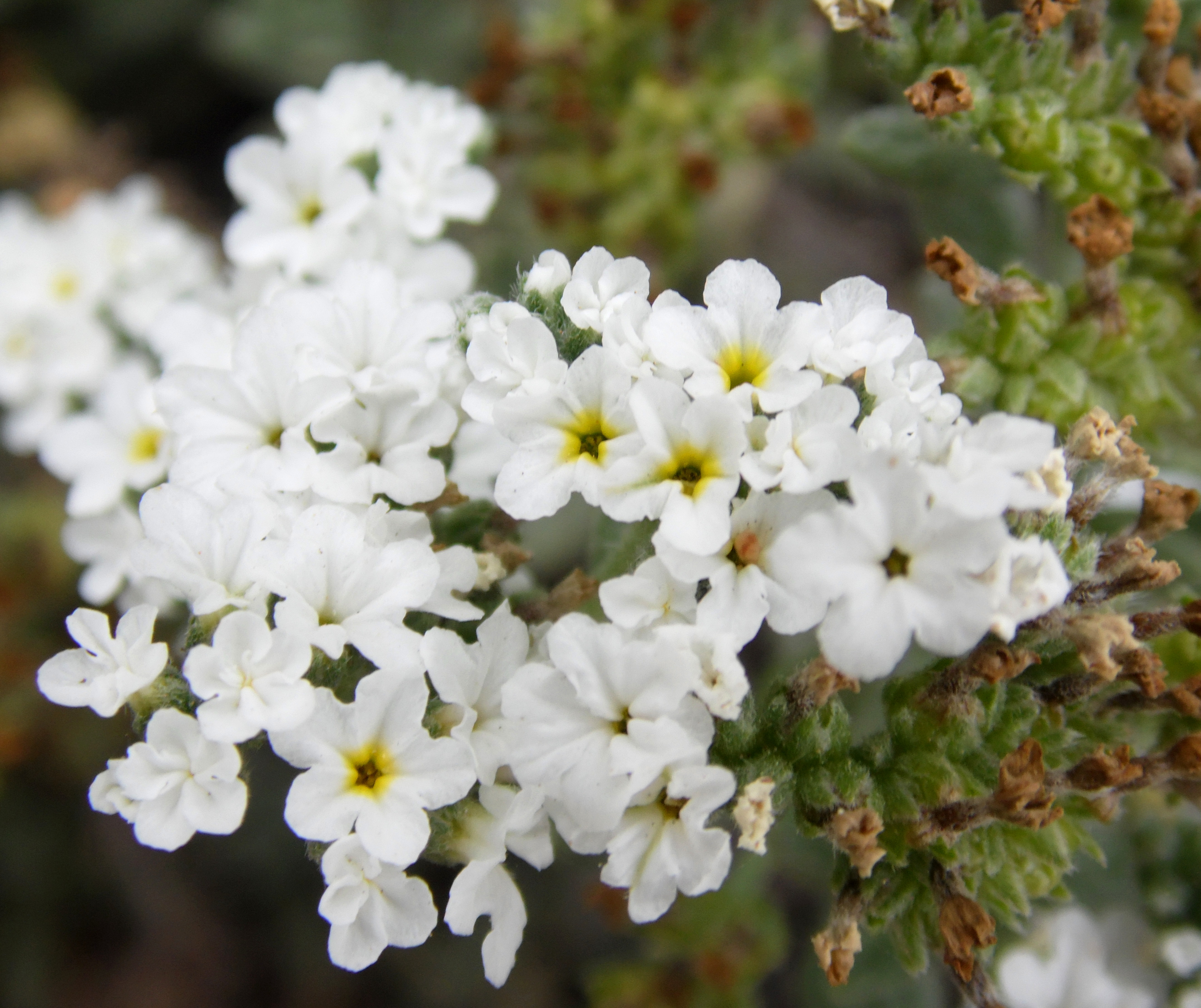
Heliotropium ramosissimum

A kunkor (Heliotropium) a borágófélék (Boraginaceae) családjába és a kunkorformák (Heliotropioideae) alcsaládjába tartozó nemzetség.

## Rendszerezés
A nemzetségbe az alábbi 339 faj tartozik:
- Heliotropium abbreviatum Rusby
- Heliotropium acutiflorum Kar. & Kir.
- Heliotropium adenogynum I.M.Johnst.
- Heliotropium aegyptiacum Lehm.
- Heliotropium aenigmatum Craven
- Heliotropium aequoreum Craven
- Heliotropium agdense Bunge
- Heliotropium albiflorum Engl.
- Heliotropium albovillosum Riedl
- Heliotropium albrechtii Craven
- Heliotropium alcyonium Craven
- Heliotropium alii Y.J.Nasir
- Heliotropium ammophilum Craven
- Heliotropium amnis-edith Craven
- Heliotropium amplexicaule Vahl
- Heliotropium anchusanthum Hiern
- Heliotropium anderssonii B.L.Rob.
- Heliotropium angiospermum Murray
- Heliotropium anomalum Hook. & Arn.
- Heliotropium antiatlanticum Emb.
- Heliotropium apertum Craven
- Heliotropium applanatum Thulin & Verdc.
- Heliotropium arbainense Fresen.
- kerti vaníliavirág (Heliotropium arborescens) L.
- Heliotropium arenicola Rech.f. & Riedl
- Heliotropium arenitense Craven
- Heliotropium argenteum Willd. ex Lehm.
- Heliotropium arguzioides Kar. & Kir.
- Heliotropium argyreum Craven
- Heliotropium asperrimum R.Br.
- Heliotropium aucheri DC.
- Heliotropium auratum Phil.
- Heliotropium axillare Greenm.
- Heliotropium azzanum O.Schwartz
- Heliotropium bacciferum Forssk.
- Heliotropium baclei DC.
- Heliotropium balfourii Gürke
- Heliotropium baluchistanicum Kazmi
- Heliotropium benadirense Chiov.
- Heliotropium biannulatiforme Popov
- Heliotropium biannulatum Bunge
- Heliotropium biblianum Craven
- Heliotropium bogdanii Czukav.
- Heliotropium borasdjunense Rech.f.
- Heliotropium bovei Boiss.
- Heliotropium brachygyne Benth.
- Heliotropium brachythrix Craven
- Heliotropium bracteatum R.Br.
- Heliotropium brevilimbe Boiss.
- Heliotropium bucharicum B.Fedtsch.
- Heliotropium bullockii Verdc.
- Heliotropium buruense Craven
- Heliotropium cabulicum Bunge
- Heliotropium calcareum Stocks
- Heliotropium calcicola Fernald
- Heliotropium calvariavis Craven
- Heliotropium catamarcense I.M.Johnst.
- Heliotropium chalcedonium Craven
- Heliotropium chaudharyanum Al-Turki, Omer & Ghafoor
- Heliotropium chenopodiaceum (DC.) Clos
- Heliotropium chorassanicum Bunge
- Heliotropium chrysocarpum Craven
- Heliotropium ciliatum Kaplan
- Heliotropium circinatum Griseb.
- Heliotropium collinum Craven
- Heliotropium confertiflorum Boiss. & Noë
- Heliotropium congestum Baker
- Heliotropium conocarpum F.Muell. ex Benth.
- Heliotropium consimile Craven
- Heliotropium coriaceum Lehm.
- Heliotropium cornutum I.M.Johnst.
- Heliotropium cracens Craven
- Heliotropium crassifolium Boiss.
- Heliotropium cremnogena I.M.Johnst.
- Heliotropium crispatum F.Muell. ex Benth.
- Heliotropium crispum Desf.
- Heliotropium cunninghamii Benth.
- Heliotropium curassavicum L.
- Heliotropium dasycarpum Ledeb.
- Heliotropium delestangii Craven
- Heliotropium dentatum Balf.f.
- Heliotropium denticulatum Boiss. & Hausskn.
- Heliotropium derafontense Vierh.
- Heliotropium dichotomum Craven
- Heliotropium dichroum Urb.
- Heliotropium dicricophorum Rech.f. & Riedl
- Heliotropium diffusum Britton
- Heliotropium digynum (Forssk.) Asch. ex C.Chr.
- Heliotropium disciforme Akhani
- Heliotropium discorde Craven
- Heliotropium dissitiflorum Boiss.
- Heliotropium distantiflorum Hassl. ex I.M.Johnst.
- Heliotropium diversifolium F.Muell. ex Benth.
- Heliotropium dolosum De Not.
- Heliotropium ellipticum Ledeb.
- Heliotropium elongatum (Lehm.) Gürke
- Heliotropium epacrideum F.Muell. ex Benth.
- Heliotropium eremobium Bunge
- Heliotropium eremogenum I.M.Johnst.
- Heliotropium erianthum I.M.Johnst.
- Heliotropium eritrichioides Kotschy
- Heliotropium esfahanicum Khat.
- Heliotropium esfandiarii Akhani & Riedl
- Heliotropium euodes Craven
- európai kunkor vagy közönséges kunkor (Heliotropium europaeum) L. - típusfaj
- Heliotropium fallax I.M.Johnst.
- Heliotropium fartakense O.Schwartz
- Heliotropium fasciculatum R.Br.
- Heliotropium fedtschenkoanum Popov
- Heliotropium ferreyrae I.M.Johnst.
- Heliotropium ferrugineogriseum Nábelek
- Heliotropium filaginoides Benth.
- Heliotropium filifolium (Miers) I.M.Johnst.
- Heliotropium flaviflorum W.Fitzg.
- Heliotropium flintii F.Muell. ex A.S.Mitch.
- Heliotropium floridum Clos
- Heliotropium foertherianum Diane & Hilger
- Heliotropium foliosissimum J.F.Macbr.
- Heliotropium formosanum I.M.Johnst.
- Heliotropium foveolatum Craven
- Heliotropium fragillimum Rech.f.
- Heliotropium frohlichii Craven
- Heliotropium galioides Craven
- Heliotropium gaubae Riedl
- Heliotropium geissei F.Phil. ex Phil.
- Heliotropium genovefae I.M.Johnst.
- Heliotropium geocharis Domin
- Heliotropium giessii Friedr.-Holzh.
- Heliotropium glabellum R.Br.
- Heliotropium glabriusculum A.Gray
- Heliotropium glanduliferum Craven
- Heliotropium glutinosum Phil.
- Heliotropium gossypii Ponert
- Heliotropium gracillimum Bunge
- Heliotropium grande Popov
- Heliotropium greuteri Riedl
- Heliotropium griffithii Boiss.
- Heliotropium gypsaceum Rech.f. & Riedl
- Heliotropium haesum Craven
- Heliotropium haitense Urb.
- Heliotropium halacsyi Riedl
- Heliotropium halam Boiss. & Buhse
- Heliotropium harareense E.S.Martins
- Heliotropium hintonii (I.M.Johnst.) I.M.Johnst.
- Heliotropium hirsutissimum Weber
- Heliotropium incanum Ruiz & Pav.
- Heliotropium inconspicuum Reiche
- Heliotropium indicum L.
- Heliotropium inexplicitum Craven
- Heliotropium intermedium Andrz.
- Heliotropium jaffiuelii I.M.Johnst.
- Heliotropium jizanense Al-Turki, Omer & Ghafoor
- Heliotropium johnstonii Ragonese
- Heliotropium karwinskyi I.M.Johnst.
- Heliotropium kaserunense Bornm.
- Heliotropium kavirense Riedl
- Heliotropium keralense Sivar. & Manilal
- Heliotropium khayyamii Akhani
- Heliotropium khyberanum Rech.f. & Riedl
- Heliotropium kotschyi Gürke
- Heliotropium krauseanum Fedde
- Heliotropium kumense Bunge
- Heliotropium kuriense Vierh.
- Heliotropium kurtzii Gangui
- Heliotropium lamondiae Kazmi
- Heliotropium lanceolatum Ruiz & Pav.
- Heliotropium lapidicola Craven
- Heliotropium laricum Bornm.
- Heliotropium lasianthum Riedl
- Heliotropium lasiocarpum Fisch. & C.A.Mey.
- Heliotropium laxum Thulin
- Heliotropium leiocarpum Morong
- Heliotropium leptaleum Craven
- Heliotropium leucocladum Rech.f. & Riedl
- Heliotropium lignosum Vatke
- Heliotropium limbatum Benth.
- Heliotropium linariifolium Phil.
- Heliotropium lineare Gürke
- Heliotropium lippioides K.Krause
- Heliotropium litvinovii Popov
- Heliotropium lobbii I.M.Johnst.
- Heliotropium longicalyx Rech.f.
- Heliotropium longiflorum (A.DC.) Jaub. & Spach
- Heliotropium longistylum Phil.
- Heliotropium luteoviride Rech.f. & Riedl
- Heliotropium luzonicum (I.M.Johnst.) Craven
- Heliotropium macrolimbe Riedl
- Heliotropium macrostachyum (DC.) Hemsl.
- Heliotropium madagascariense (Vatke) I.M.Johnst.
- Heliotropium madurense Riedl
- Heliotropium magistri Raenko
- Heliotropium makranicum Rech.f. & Esfand.
- Heliotropium mamanense Bunge
- Heliotropium mandonii I.M.Johnst.
- Heliotropium maranjonense Luebert & Weigend
- Heliotropium marchionicum Decne.
- Heliotropium marifolium J.Koenig ex Retz.
- Heliotropium maris-mortui Zohary
- Heliotropium megalanthum I.M.Johnst.
- Heliotropium melanopedii Craven
- Heliotropium mesinanum Bunge
- Heliotropium messerschmidioides Kuntze
- Heliotropium michoacanum I.M.Johnst.
- Heliotropium micranthos (Pall.) Bunge
- Heliotropium microspermum E.J.Thomps.
- Heliotropium microstachyum Ruiz & Pav.
- Heliotropium minutiflorum Bunge
- Heliotropium mitchellii Craven
- Heliotropium molle (Torr.) I.M.Johnst.
- Heliotropium moorei Craven
- Heliotropium muelleri (I.M.Johnst.) Craven
- Heliotropium multiflorum Rech.f., Aellen & Esfand.
- Heliotropium murinum Craven
- Heliotropium muticum Domin
- Heliotropium myosotifolium (DC.) Reiche
- Heliotropium myosotoides Sol.
- Heliotropium myriophyllum Urb.
- Heliotropium nanum Northr.
- Heliotropium nashii Millsp.
- Heliotropium nesopelydum Craven
- Heliotropium nexosum Craven
- Heliotropium nicotianifolium Poir.
- Heliotropium nigricans Balf.f.
- Heliotropium nodulosum Rech.f., Aellen & Esfand.
- Heliotropium noeanum Boiss.
- Heliotropium olgae Bunge
- Heliotropium oliganthum Rech.f., Aellen & Esfand.
- Heliotropium oliverianum Schinz
- Heliotropium ophioglossum Stocks ex Boiss.
- Heliotropium oxapampanum Luebert & Weigend
- Heliotropium oxylobum I.M.Johnst.
- Heliotropium pachyphyllum Craven
- Heliotropium pamparomasense Luebert & Weigend
- Heliotropium pannifolium Burch. ex Hemsl.
- Heliotropium paradoxum (Mart.) Gürke
- Heliotropium paradoxum Vatke
- Heliotropium paronychioides DC.
- Heliotropium parviantrum Craven
- Heliotropium patagonicum (Speg.) I.M.Johnst.
- Heliotropium pauciflorum R.Br.
- Heliotropium paulayanum Vierh.
- Heliotropium peckhamii Craven
- Heliotropium peninsularis Craven
- Heliotropium perlmanii Lorence & W.L.Wagner
- Heliotropium perrieri J.S.Mill.
- Heliotropium personatum Thulin
- Heliotropium philippianum I.M.Johnst.
- Heliotropium phylicoides Cham.
- Heliotropium pileiforme Czukav.
- Heliotropium pinnatisectum Pérez-Mor.
- Heliotropium piurense I.M.Johnst.
- Heliotropium pleiopterum F.Muell.
- Heliotropium plumosum Craven
- Heliotropium polyanthellum I.M.Johnst.
- Heliotropium popovii Riedl
- Heliotropium powelliorum B.L.Turner
- Heliotropium pringlei B.L.Rob.
- Heliotropium prostratum R.Br.
- Heliotropium protensum Craven
- Heliotropium pseudoindicum H.Chuang
- Heliotropium pterocarpum (DC.) Hochst. & Steud. ex Bunge
- Heliotropium pueblense Standl.
- Heliotropium pycnophyllum Phil.
- Heliotropium queretaroanum I.M.Johnst.
- Heliotropium ramosissimum (Lehm.) Sieber ex DC.
- Heliotropium ramulipatens Craven
- Heliotropium rechingeri Riedl
- Heliotropium remotiflorum Rech.f. & Riedl
- Heliotropium rhadinostachyum Craven
- Heliotropium riebeckii Schweinf. & Vierh.
- Heliotropium riedlii Craven
- Heliotropium rotundifolium Sieber ex Lehm.
- Heliotropium roxburghii Spreng.
- Heliotropium rudbaricum (Bornm.) Riedl
- Heliotropium rufipilum (Benth.) I.M.Johnst.
- Heliotropium ruhanyi Riedl & Esfand.
- Heliotropium ruiz-lealii I.M.Johnst.
- Heliotropium samoliflorum Bunge
- Heliotropium saonae Alain
- Heliotropium sarmentosum (Lam.) Craven
- Heliotropium schahpurense Bornm.
- Heliotropium schreiteri I.M.Johnst.
- Heliotropium schweinfurthii Boiss.
- Heliotropium scotteae Rendle
- Heliotropium seravschanicum Popov
- Heliotropium serpentinicum Rech.f.
- Heliotropium sessei I.M.Johnst.
- Heliotropium sessilistigma Hutch. & E.A.Bruce
- Heliotropium shirazicum Mozaff.
- Heliotropium shoabense Vierh.
- Heliotropium simile Vatke
- Heliotropium sinuatum (Miers) I.M.Johnst.
- Heliotropium skeleton Craven
- Heliotropium sogdianum Bunge
- Heliotropium sokotranum Vierh.
- Heliotropium sphaericum Craven
- Heliotropium stenophyllum Hook. & Arn.
- Heliotropium steudneri Vatke
- Heliotropium stevenianum Andrz.
- Heliotropium styligerum Trautv.
- Heliotropium suaveolens M.Bieb.
- Heliotropium submolle Klotzsch
- Heliotropium subreniforme Craven
- Heliotropium subspinosum Thulin & A.G.Mill.
- Heliotropium sudanicum F.W.Andrews
- Heliotropium sultanense Bunge
- henye kunkor (Heliotropium supinum) L.
- Heliotropium synaimon Craven
- Heliotropium szovitsii (Steven) Stschegl.
- Heliotropium tabuliplagae Craven
- Heliotropium tachyglossoides Craven
- Heliotropium taftanicum Rech.f., Aellen & Esfand.
- Heliotropium taltalense (Phil.) I.M.Johnst.
- Heliotropium tanythrix Craven
- Heliotropium texanum I.M.Johnst.
- Heliotropium thermophilum Kit Tan, A.Çelik & Gemici
- Heliotropium tiaridioides Cham.
- Heliotropium toratense I.M.Johnst.
- Heliotropium transalpinum Vell.
- Heliotropium transforme Craven
- Heliotropium trichostomum Bunge
- Heliotropium tubulosum E.Mey. ex DC.
- Heliotropium tytoides Craven
- Heliotropium tzvelevii T.N.Popova
- Heliotropium ulophyllum Rech.f. & Riedl
- Heliotropium uniflorum Craven
- Heliotropium uninerve Urb.
- Heliotropium vagum Craven
- Heliotropium ventricosum R.Br.
- Heliotropium verdcourtii Craven
- Heliotropium veronicifolium Griseb.
- Heliotropium vestitum Benth.
- Heliotropium viator Craven
- Heliotropium viridiflorum Lehm.
- Heliotropium wagneri Vierh.
- Heliotropium wigginsii I.M.Johnst.
- Heliotropium wissmannii O.Schwartz
- Heliotropium zeylanicum (Burm.f.) Lam.
- Heliotropium ziegleri Akhani